# Eilhard Mitscherlich
Eilhard Mitscherlich (1794-1863) là nhà hóa học người Đức. Ông là một trong những người đầu tiên điều chế benzen. Sau khi benzen được phát hiện vào năm 1825 bởi Michael Faraday, 1833, chính Mitscherlich đã điều chế benzen từ kali benzoat. Điều này đã góp phần mở ra một thời đại nghiên cứu một trong những chất quan trọng nhất đối với con người.